# لوري بورتون
لوري بورتون (بالإنجليزية: Lori Burton)‏ هي كاتبة غنائية أمريكية، ولدت في 30 سبتمبر 1940 في نيو هيفن في الولايات المتحدة.

## روابط خارجية
- لوري بورتون على موقع IMDb (الإنجليزية)
- لوري بورتون على موقع ميوزك برينز (الإنجليزية)
- لوري بورتون على موقع أول ميوزيك (الإنجليزية)
- لوري بورتون على موقع ديسكوغز (الإنجليزية)